# نیروگاه هسته‌ای ایزار
نیروگاه هسته‌ای ایزار (به آلمانی: Kernkraftwerk Isar) یک نیروگاه هسته‌ای در آلمان است که در اسنباخ واقع شده‌است.